# Villanueva de la Oca
Villanueva de la Oca es una localidad perteneciente al municipio de La Puebla de Arganzón, en la provincia de Burgos, comunidad autónoma de Castilla y León, España.

## Demografía
Evolución de la población
| Gráfica de evolución demográfica de Villanueva de la Oca entre 2000 y 2017 |
|                                                                            |
| Población de derecho (2000-2017) según el padrón municipal del INE         |